# Єленка (Молодечненський район)
Єленка (біл. вёска Еленка) — село в складі Молодечненського району Мінської області, Білорусь. Село підпорядковане Олехновицькій сільській раді, розташоване в західній частині області.